# 배종호 (정치인)
배종호(裵種鎬, 1961년 7월 25일~)는 대한민국의 정치인이다.

## 학력
- 목포중앙초등학교 졸업(1974년)
- 목포청호중학교 졸업(1977년)
- 목포고등학교 졸업(1980년)
- 한국외국어대학교 러시아어학과 학사(1987년)
- 리버티대학교 대학원 신학 석사(2004년)

## 경력
- 1987년 1월 1일 KBS 보도본부 기자 입사
- KBS기자협회 회장
- 한국기자협회 부회장
- KBS 라디오뉴스제작팀 팀장
- KBS 뉴욕특파원
- KBS 사회부 기자
- KBS 정치부 기자
- 2006년 8월 31일 KBS 퇴사
- 한양대학교 객원교수(2006년 2월~2007년 2월)
- 대통합민주신당 손학규 캠프 부대변인
- 2007 제17대 대통령 선거 정동영 대선 후보 공보특보
- 2007 대통합민주신당 전남 목포 선거대책위원회 위원장
- 미국 듀크 대학교 정치학과 객원연구원
- 아태지역연구소 객원연구원
- 일자리방송 사장
- 목포시민신문 회장
- 더불어민주당 당무위원 (2015년 ~ 2016년)
- 세한대학교 초빙교수
- 글로벌 리더스포럼 상임고문
- 혁신과 통합 전남 공동대표

## 수상
- 2001년 대통령 표창

## 저서
- 2016년 <목포를 살릴 희망지도>
- 2012년 <고난을 넘어 섬김으로>
- 2007년 <큰 상처가 큰 별이 된다.>

## 방송 진행
- KBS 1TV 뉴스 초점
- KBS 1TV KBS 뉴스 9
- KBS 2TV 공개수배 사건 25시